# 사국 동맹
사국 동맹(四國同盟, Quadruple Alliance)은 1815년 11월 20일 영국, 오스트리아, 프로이센 제국, 러시아 간에 파리에서 체결된 조약이다.
영국은 신성 동맹이 단순한 도덕적 선언에 불과한 것으로 간주하는 한편 내정간섭을 유발시킬 위험성도 인정하여 여기에 참여하지 않았다. 그러나 1815년 11월 오스트리아·프로이센·러시아와 함께 사국 동맹을 결성했다. 이것은 나폴레옹의 부활과 혁명의 재발을 방지하기 위해 네 나라가 공동 방위를 펼 것을 목적으로 하고 있었다. 그 후 프랑스도 이에 참가하여(1818) 오국 동맹이 되었는데, 메테르니히는 이것을 혁명을 탄압하기 위한 조직으로 이용했다.

## 같이 보기
- 파리 조약 (1815년)
- 유럽 협조
- 신성 동맹 (1815년)